# Parament

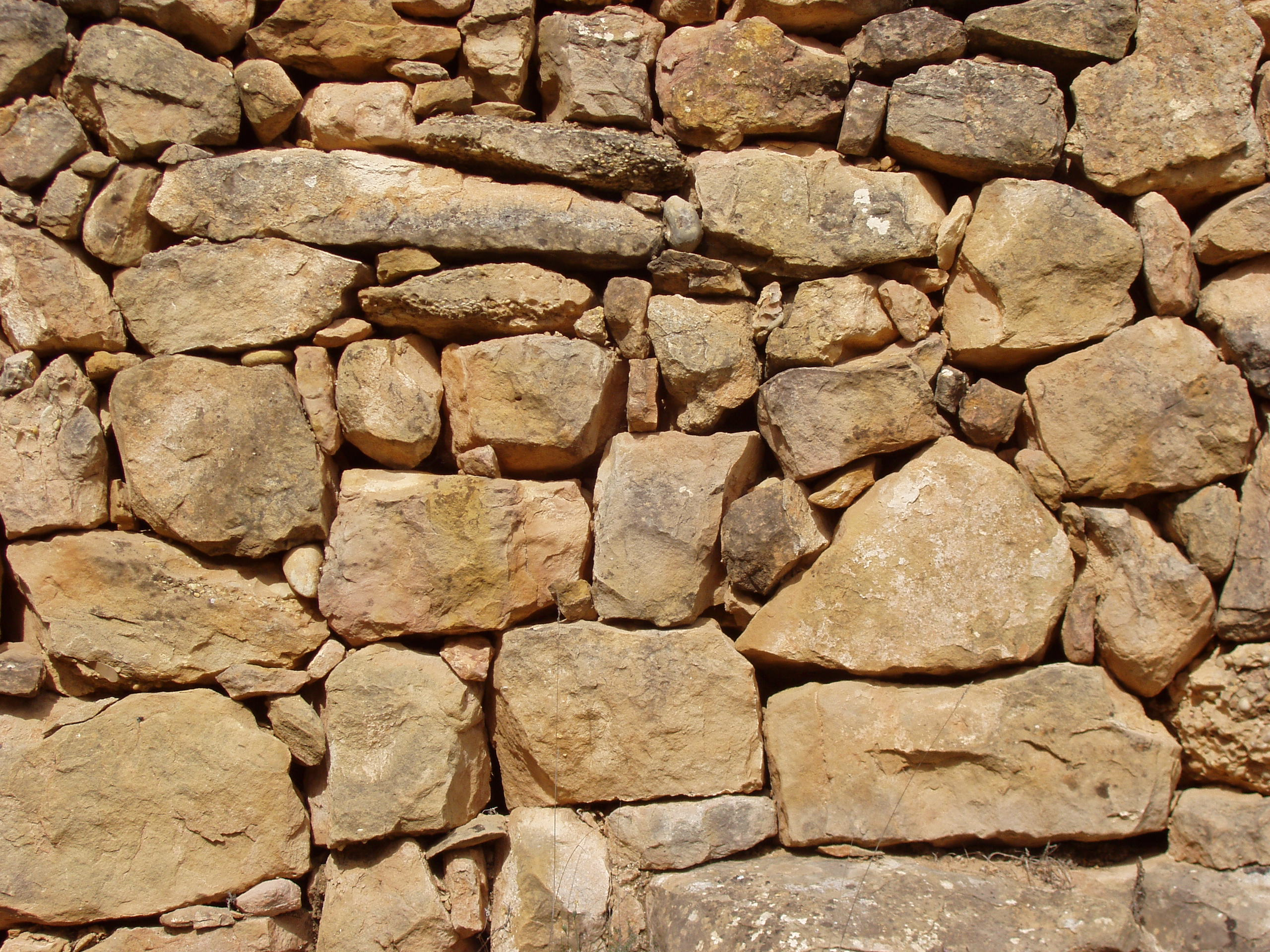
El parament defineix la part vertical d'una construcció.

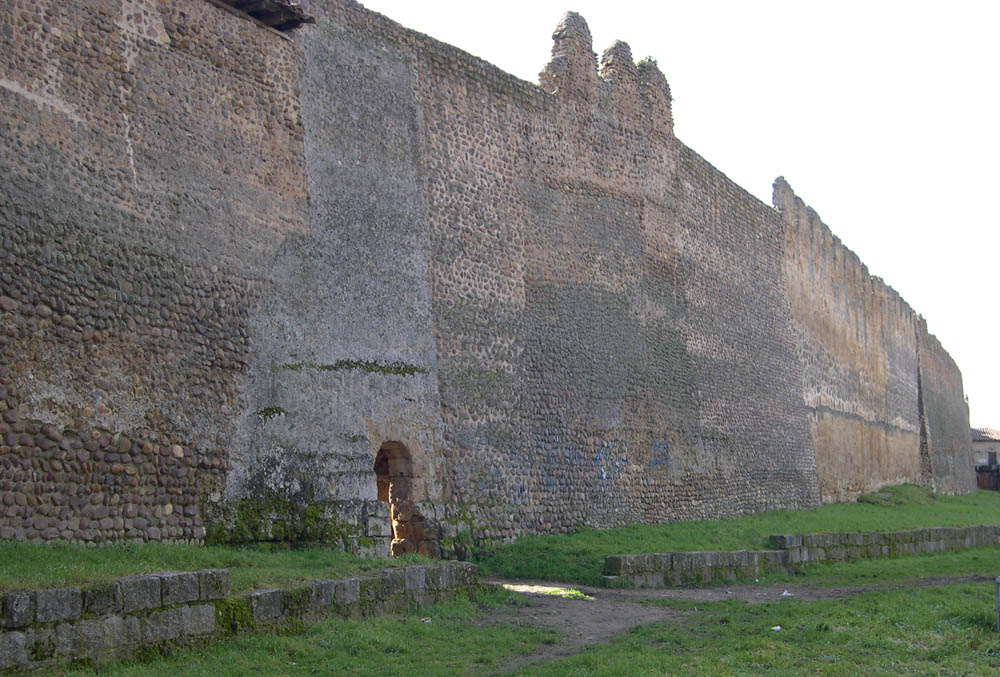
Parament exterior d'un castell.

Un parament és cada una de les cares de tot element constructiu vertical, com parets o murs. En l'ús de la pedra i maçoneria, s'anomena parament a cada una de les cares que consten les pedres o maons que componen els arcs i murs. En particular, s'anomena així a les que estan fent front i esquena de l'arc anomenades respectivament parament anterior i parament posterior.
En enginyeria hidràulica, es defineix, com parament el mur de contenció d'una represa.
Es pot dir també que és cadascuna de les cares de tot element constructiu vertical, com parets o llenços de murs. Moltes vegades es fa referència al parament com la superfície d'un mur. La cara que mira a l'exterior de l'edifici, o superfície, s'anomena parament exterior.

## Característiques
En pedra picada i obra, es diu  parament  a cadascuna de les cares de què consten les pedres o maons que componen els arcs, finestres i murs. En particular, es diu així a les que estan fent front i esquena en l'arc trucades respectivament parament anterior i parament posterior. Depenent del material emprat, i del seu tractament, es defineix com característica pròpia dels paraments la textura. Aquesta textura dependrà del tractament donat als elements constructius, llaurat de la pedra (parament de pedra picada), maons emprats, etc. Els paraments poden ser funcionals o estar decorats amb ornaments diversos.

## Tipus
Igual que existeixen paraments exteriors i interiors a l'edifici (generalment exposat a les inclemències del temps). Es distingeix com parament del plom a la cara que serveix com guia el paleta per donar la direcció vertical del mur, i trasplom a l'oposada.